# 16258 Willhayes
16258 Willhayes è un asteroide della fascia principale. Scoperto nel 2000, presenta un'orbita caratterizzata da un semiasse maggiore pari a 2,4656560 UA e da un'eccentricità di 0,1295227, inclinata di 8,64558° rispetto all'eclittica.